# Cyamidae
Le Cyamidae (Rafinesque 1815), detti pidocchi delle balene, sono dei crostacei parassiti dell'ordine Amphipoda, cui appartengono 6 generi e 27 specie.
Sono parassiti esterni che si trovano sulle lesioni della pelle, sulle tasche genitali, sulle narici e sugli occhi dei Cetacei.

## Morfologia
Il corpo è chiaramente appiattito e considerevolmente ridotto nella parte posteriore. Le zampe, soprattutto le tre paia posteriori, hanno sviluppato delle protuberanze simili ad artigli con cui si attaccano ai loro ospiti.
Sono lunghi da 5 a 25 mm, a seconda della specie.

## Biologia
La maggior parte delle specie di Cyamidae presentano un'associazione specie-specifica con i Cetacei. Rimangono attaccati ai loro ospiti per tutta la vita e non attraversano una fase di sviluppo liberamente natante.
Nei capodogli (Physeter macrocephalus) l'associazione tra questi animali e i pidocchi è anche sesso-specifica: Cyamus catodontis vive esclusivamente sui maschi, mentre Neocyamus physeteris vive sulla pelle delle femmine e dei piccoli.
I pidocchi si attaccano al corpo dell'ospite in regioni in cui sono protetti dalle correnti d'acqua, quindi si trovano in tutti gli orifizi corporei naturali e nelle ferite; nei Misticeti si trovano soprattutto sulla testa e nei solchi golari.
Per alcune specie di pidocchi, l'infestazione dell'ospite da parte dei balani può giocare un ruolo importante. Per esempio, Cyamus rhachianecti si attacca direttamente nel punto in cui i balani si attaccano al corpo del cetaceo e scava tutto attorno ad essi per farli staccare.
Nelle balene franche (Balaenidae) i pidocchi si attaccano alle callosità presenti sulla testa di questi animali. I gruppi di pidocchi sono facilmente individuabili a causa del contrasto di colore esistente tra essi, bianchi, e il corpo scuro delle balena. Queste possono essere facilmente identificate dai ricercatori grazie alle diverse forme assunte dai gruppi di pidocchi.
I ciamidi si nutrono principalmente delle alghe che crescono sul corpo dei loro ospiti, ma sporadicamente possono causare dei danni alla pelle dei Cetacei senza tuttavia provocare patologie serie.
Sembra che lo sviluppo dei pidocchi delle balene sia strettamente connesso allo stile di vita dei Cetacei, infatti la distribuzione di varie specie di ciamidi riflette i modelli migratori delle balene. 

## Specie
- Genere Cyamus
  - Cyamus antcirclicensis
  - Cyamus bahamondei
  - Cyamus balaenopterae
  - Cyamus boobis
  - Cyamus catodontis
  - Cyamus ceti
  - Cyamus erraticus
  - Cyamus glacialis
  - Cyamus kessleri
  - Cyamus monodontis
  - Cyamus nodosus
  - Cyamus orcini
  - Cyamus orubraedon
  - Cyamus ovalis
  - Cyamus rhylinae
  - Cyamus scammoni
- Genere Isocyamus
  - Isocyamus delphinii
  - Isocyamus delphis
  - Isocyamus deltobrachium
  - Isocyamus kogiae
- Genere Neocyamus
  - Neocyamus physeteris
- Genere Platycyamus
  - Platycyamus thompsoni
  - Platycyamus flaviscutatus
- Genere Scutocyamus
  - Scutocyamus parvus
  - Scutocyamus antipodensis
- Genere Syncyamus
  - Syncyamus chelipes
  - Syncyamus pseudorcae
  - Syncyamus aequus
  - Syncyamus sp. Bowman
  - Syncyamus sp. Leung